# Fate/kaleid liner 프리즈마☆이리야
《Fate/kaleid liner 프리즈마☆이리야》(일본어: Fate/kaleid liner プリズマ☆イリヤ フェイト カレイドライナー プリズマイリヤ[*])는 『 Fate/stay night』을 원작으로 하는 마법소녀 만화이다. 2007년 작가 히로야마 히로시에 의해 연재가 시작되었다. 등장 인물의 설정은 다르지만, 기본적인 설정은 원작과 비슷하며 평행 세계를 바탕으로 한다. 2013년 경 애니메이션화가 시작되어 2015년에 3기가 방영되었다.

## 줄거리

### 프리즈마☆이리야
후유키시의 한 초등학교에 다니는 소녀 이리야스필 폰 아인츠베른은 어느 날 하늘 저편에서 빛나는 불빛을 목격하게 된다. 그 불빛은 다름 아닌 마법을 쓸 수 있는 스틱, 루비였다. 이리야는 루비에 의해 반강제적으로 마법 소녀가 되고, 루비의 본래 소유자였던 마술사 토오사카 린에게 시계탑의 카드 회수의 심부름을 맡게 된다. 그러던 중, 린의 동료인 마술사 루비아젤리타 에델펠트가 또 다른 마법 스틱 사파이어와 계약한 수수께끼의 소녀 미유를 데리고 이리야 일행 앞에 모습을 드러낸다. 클래스 카드는 영령을 실체화시키는 능력을 갖추고 있었는데, 이리야와 미유는 마법소녀가 되어 실체화한 영령들과 싸워 이겨야만 카드를 회수할 수 있다. 처음에는 어색한 사이였던 이리야와 미유는 차츰 경험을 같이하며 친근해지게 된다. 한번은 이리야 일행이 영령과의 싸움 중 패배 위기에 놓여 있었는데, 이리야에게 장식되어 있었던 봉인이 풀려 그녀 자신이 영령이 되어 영령을 물리친다. 이 사건은 이리야는 기억하지 못했으나, 정체불명의 힘에 두려움을 느낀 이리야는 카드 회수 임무를 포기하게 된다. 이후 미유는 혼자서 마지막 7번째 카드 회수 임무에 돌입하지만, 강력한 영령의 힘에 제압당하고 만다. 린과 루비아와 함께 경면계에서 탈출하려고 하지만, 미유가 탈출 직전에 빠져나온다. 이리야에게 더 이상 싸움을 시키지 않기 위해 혼자 버서커 카드를 회수하기로 결심한 미유는 세이버 카드를 인스톨해 맞서보지만 역부족이였다.  그때 이리야의 엄마인 아이리스필 폰 아인츠베른이 이리아에게 무언가 이상을 느끼고 일본으로 돌아와있었고, 엄마의 위로와 설득으로 이리야는 다시금 마법소녀가 되어 미유를 구출하고 미유와 함께 힘을 합쳐 마지막 영령을 멋지게 물리치고 카드 회수 임무를 달성한다.

### 프리즈마☆이리야 2wei!,2wei Herz!
클래스 카드 회수 후 평화롭던 이리야 일행에게 정체불명의 소녀가 나타난다. 이리야와 매우 비슷한 용모를 한 그 소녀는 이리야의 목숨을 노리며 자꾸 충돌하는데, 토오사카 린과 루비아의 도움으로 제압에 성공하고 그 소녀에게 '쿠로'라는 이름을 붙여준다. 그 후 쿠로는 이리야의 봉인되기 전의 존재였으며 곧 소멸할 것이라는 사실이 밝혀지고, 이리야네의 가족 일원으로 들어오게 된다. 그러던 어느 날, 시계탑의 클래스 회수 전임자인 바제트 프라가 맥레미츠는 임무에 복귀하기 위해 에델펠트 저택을 습격하고 압도적인 힘으로 이리야 일행을 제압한다. 그러나 린의 도착으로 싸움이 중단되고 8번째 카드가 존재한다는 것이 밝혀진다. 길가메시는 성배를 찾아 폭주하며 미유를 포박하는데, 미유는 사실 동시에 성배에서 태어난 소녀였다는 사실 역시 밝혀진다. 이리야는 루비와 사파이어의 힘을 총동원해 길가메시를 물리친다.

### 프리즈마☆이리야 3rei!
이리야는 미유를 찾기 위해 평행 세계로 온다. 그곳에서 다나카라는 여자아이를 만나고 여러 사정에 관해 물어보지만, 다나카는 모른다고 한다. 하지만 미유가 잡혀 있는 '에인즈워스 가를 없애기 위해 왔다'고 말하는 다나카. 다나카가 배가 고프다며 마파두부 집에 가는 이리야는 그곳에서 꼬마 길가메시를 만나 함께 에인즈워스 가로 간다. 에인즈워스 가의 지하 통로를 지나가는데 감옥 안에 있는 미유의 오빠와 말을 하게 된다. 미유의 오빠로부터 미유를 미유의 구출을 부탁받은 이리야. 그러나 미유를 구하지 못하고 잠시 후퇴하게 되고 그 과정에서 쿠로와 바제트를 만나 거점으로 삼고 있는 이리야네 학교로 향해 잠시나마 쉴 수 있게 된다. 하지만 이리야가 에인즈워스 가에 납치되는 일이 발생하면서 상황은 급박해지기 시작한다. 이리야 일행은 에인즈워스 가의 성에서 여러 일들을 겪게 되고 드디어 미유를 구할 수 있게 된다. 성배(미유)를 다시 빼앗기 위해 에인즈워스 가의 당주인 줄리안이 모습을 드러내면서 힘든 싸움 속에서 점점 지쳐가는 이리야 일행. 절체절명의 위기 속에서 길가메시에 의해 감옥 속에서 빠져나온 미유의 오빠가 전장에 모습을 드러낸다. 미유의 오빠의 정체에 경악하는 이리야 일행. 하지만 미유의 오빠의 등장으로 인해 상황은 새로운 국면에 접어들게 되는데···

## 등장 인물

### 이리야 일행
이리야스필 폰 아인츠베른
생일 : 7월 20일
별자리 : 게자리 (점성술)
주인공. 우연히 만난 루비에 의해 마법소녀가 된다. 애칭으로 짧게 '이리야'라고 부른다.
미유 에델펠트
생일 : 7월 20일
별자리 : 게자리 (점성술)
주인공으로, 사파이어에 의해 마법소녀가 된다. 영리한 성격의 소유자인데, 뭔가 숨기고 있는 비밀도 있는 듯.
루비
이리야를 마스터로 두고 있는 마술 예장. 쾌활하고 말이 많은 성격이다.
사파이어
미유를 마스터로 두고 있는 마술 예장. 언니 루비와 달리 신중하고 세심한 성격이다.
토오사카 린
루비의 이전 마스터로, 시계탑에서 온 유학생이다. 루비아와 사이가 좋지 않다.
루비아젤리타 에델펠트
사파이어의 이전 마스터로, 역시 시계탑에서 온 유학생이다. 역시 린과 사이가 좋지 않다.
쿠로에 폰 아인츠베른(쿠로)
생일 : 7월 20일
별자리 : 게자리 (점성술)
2wei Herz!에 등장, 이리야와 같은 외모를 갖고 있다. 정확히는 기억이 봉인되기 전의 이리야인데, 이리야와 달리 피부색이 약간 검다는 이유로 '쿠로'라는 이름이 붙게 되었다.(이리야의 진짜 인격) 클래스 카드 아처를 매개로 이리야의 밖으로 나왔고 투영마술을 사용한다.

### 조역
에미야 키리츠구
이리야의 아빠.
아이리스필 폰 아인츠베른
이리야의 엄마.
에미야 시로
이리야의 이복오빠.
세라
이리야네의 메이드.
리즈릿트
이리야네의 메이드.
카츠라 미미
이리야의 학급 친구. 우등생이지만 말할 수 없는 취미를 갖고 있다.(BL이라 말할 수 없다.)
모리야마 나나키
이리야의 학급 친구. 분홍 양갈래 머리를 하고 있다.
쿠리하라 스즈카
이리야의 학급 친구. 역시 말할 수 없는 취미를 갖고 있다.(BL이라 말할 수 없다.)
가쿠마자와 타츠코
이리야의 학급 친구. 항상 들떠있는게 특징이다. 사고를 많이 치는 신중치 못한 성격.나나키는 '탓층'이라고 부르고 있다.
후지무라 타이가
이리야 학급의 담임.
키슈아 젤리치 슈바인오르크
마법사.
로드 엘멜로이 2세
루비아와 린에게 카드 회수 임무를 맡긴 시계탑의 마법사.
바제트 프라가 맥레미츠
루비아와 린 이전에 카드 회수를 담당했던 강한 마법사. 그 실력은 서번트에 필적한다.
오귀스트
루비아 집의 집사.
류도 잇세이
에미야 시로의 친구.
꼬마 길가메쉬
흑화 길가메쉬의 반쪽 어중간하게 육체를 얻은 반동으로 어린아이 모습.
다나카
이리야가 평행세계에서 만난 의문의 여자아이.
카렌 오르텐시아
성당교회 집행자이며 이리야네 학교 보건 선생님을 하고 있다.

## 단행본
- Fate/kaleid liner 프리즈마☆이리야
  1. ISBN 978-4-04-715048-5(2008년 4월 26일 발매)
  2. ISBN 978-4-04-715142-0(2008년 12월 26일 발매)
    - 애니메이션화에 따라 1권, 2권 모두 새로 그린 도안 커버로 변경되었다.
- Fate/kaleid liner 프리즈마☆이리야 2wei!
  1. ISBN 978-4-04-715350-9(2009년 12월 26일 발매)
  2. ISBN 978-4-04-715486-5(2010년 7월 26일 발매)
  3. ISBN 978-4-04-715619-7(2011년 1월 26일 발매)
  4. ISBN 978-4-04-715799-6(2011년 10월 8일 발매)
    - 넨도로이드 푸치 「프리즈마 이리야」와 오리지날 드라마 CD가 부속되어 있는 한정판(ISBN 978-4-04-900811-1)이 앞서서 9월 26일에 발매.

  5. ISBN 978-4-04-120158-9(2012년 3월 26일 발매)
- Fate/kaleid liner 프리즈마☆이리야 드라이!
  1. ISBN 978-4-04-120500-6(2012년 11월 26일 발매)
  2. ISBN 978-4-04-120747-5(2013년 6월 26일 발매)
  3. ISBN 978-4-04-120802-1(2013년 7월 25일 발매)
  4. ISBN 978-4-04-121022-2(2014년 3월 26일 발매)
    - 지상파 미방송의 텔레비전 애니메이션판 제 1기의 OVA가 부속되어 있는 한정판 (ISBN 978-4-04-120815-1)가 앞서서 3월 10일에 발매.

  5. ISBN 978-4-04-102122-4(2014년 10월 25일 발매)
  6. ISBN 978-4-04-102123-1(2015년 8월 10일 발매)
    - 지상파 미방송의 텔레비전 애니메이션판 제 2기의 OVA가 부속되어 있는 한정판 (ISBN 978-4-04-102198-9)가 앞서서 7월 25일에 발매.